# 朵里不花
朵里不花（？—1361年）又作朵列不花，中国元朝末年官员，字端甫，蒙古人。
朵里不花开始为宿卫官，擢升为辽阳行省右丞，升平章政事。至正十八年（1358年）陈友谅攻陷江西，元顺帝下诏拜朵里不花为江西行省平章政事，与平章政事阿儿浑沙等分道进讨。于是泛海南下，抵达广东，驻师揭阳，收降瑶族金元祐，招降循州、梅州、惠州三州寇盗。承制给酋长任官，上交粟四千石，输送京师。从此英州、肇州、钦州、连州归附，统兵由梅岭以图江西。至正二十一年（1361年）分省广州，征讨广州廉访使八撒剌不花。金元祐窃取任命刘巨海为佥广东元帅府事的制书，联络刘文远作乱。事发，刘文远伏诛，而刘元祐及其弟刘元泰、子刘荣逃跑。刘荣夺符信，杀官吏。朵里不花与参政杨泰元等，勒兵交战，朵里不花为枪所中，其子达兰不花率麾下阵亡。朵里不花被擒，带到太平桥，骂不绝口，于是被杀。其妻卜颜氏、妾高丽氏也大骂后遇害。其部将哈乞、吴普颜、阿剌不花、歹不花等，全都战死。

## 家庭
- 妻：卜颜氏，至正二十一年（1361年）被杀
- 妾：高丽氏，至正二十一年（1361年）被杀
- 子：达兰不花，至正二十一年（1361年）战死